# Aeroportul Internațional Grand Bahama
Aeroportul Internațional Grand Bahama (IATA: FPO, ICAO: MYGF) este un aeroport din Freeport, Bahamas ce deservește zona Freeport.
Situat la o altitudine de 2 m, aeroportul dispune de o singură pistă.